# Manaslu
Vous lisez un « bon article » labellisé en 2015.
Le Manaslu (népalais : मनास्लु) est une montagne située au Népal, dans la chaîne de l'Himalaya. Avec une altitude de 8 163 mètres, il est le huitième sommet le plus haut du monde.
Les Britanniques le représentent sur les cartes au milieu du XIXe siècle puis, à la suite de l'ouverture des frontières du Népal en 1950, ce sont les premiers à évaluer les difficultés de son relief pyramidal. Toutefois, le Japon lance cinq expéditions consécutives au cours de cette décennie et, le 9 mai 1956, Toshio Imanishi et le sherpa Gyalzen Norbu parviennent à atteindre son sommet par le versant nord-est, suivis de deux de leurs équipiers deux jours plus tard. Aucune autre expédition n'est lancée avant les années 1970. En 1971, une nouvelle expédition japonaise ouvre une voie le long de l'arête occidentale. L'Italien Reinhold Messner, au sein d'une expédition autrichienne, parvient au sommet sans apport artificiel d'oxygène et par la face sud-ouest en 1972. En 1974, une expédition féminine réussit la première ascension d'un sommet de plus de 8 000 mètres. L'ascension hivernale est réussie en 1984 par des Polonais. En tout, neuf voies sont ouvertes dans la montagne. Il est considéré comme l'un des 8 000 les plus dangereux.
Un circuit de grande randonnée long de 177 kilomètres a été développé autour de la montagne, au sein des territoires d'ethnies d'origine principalement tibétaine. Le bassin versant oriental de la montagne est protégé dans la zone de conservation du Manaslu qui a justement pour objectif de promouvoir l'écotourisme.

## Toponymie
Le nom Manaslu vient du sanskrit manasá qui signifie « intellect », « pensée », « âme » et peut être interprété comme la « montagne de l'Esprit »,. En tibétain, le sommet est appelé Kutan(g) I, nom dérivé du mot tang ou kang désignant un endroit plat,,. Au milieu du XIXe siècle, le Great Trigonometric Survey lui attribue le nom de « pic XXX ». Selon David Snellgrove, les Tibétains le désignent sous le nom de Pung-gyen, qui est le dieu résidant à son sommet.

## Géographie

### Situation
Le Manaslu se situe dans le centre nord du Népal, dans la province de Gandaki Pradesh, à la limite des comités de développement villageois de Dharapani et de Thoche dans le district de Manang, à l'ouest, et de Samagaun dans celui de Gorkha, à l'est. Il culmine à 8 163 mètres d'altitude dans le Mansiri Himal, un massif de l'Himalaya, ce qui en fait le huitième plus haut sommet au monde. Il se trouve à 17 kilomètres de la frontière chinoise et en particulier de la région autonome du Tibet, à 120 kilomètres au nord-ouest de Katmandou, la capitale du pays, et à près de 800 kilomètres au nord-nord-ouest de Calcutta et du golfe du Bengale. Le sommet de plus de 8 000 mètres d'altitude le plus proche est l'Annapurna (8 091 m) à environ 75 kilomètres à l'ouest tandis que le sommet plus élevé le plus proche est le Dhaulagiri (8 167 m) à un peu plus de 100 kilomètres, également à l'ouest. Le Manaslu a une hauteur de culminance de 3 092 mètres. Le Ngadi Chuli (7 871 m), autre sommet du Mansiri Himal, est à cinq kilomètres au sud.

### Topographie

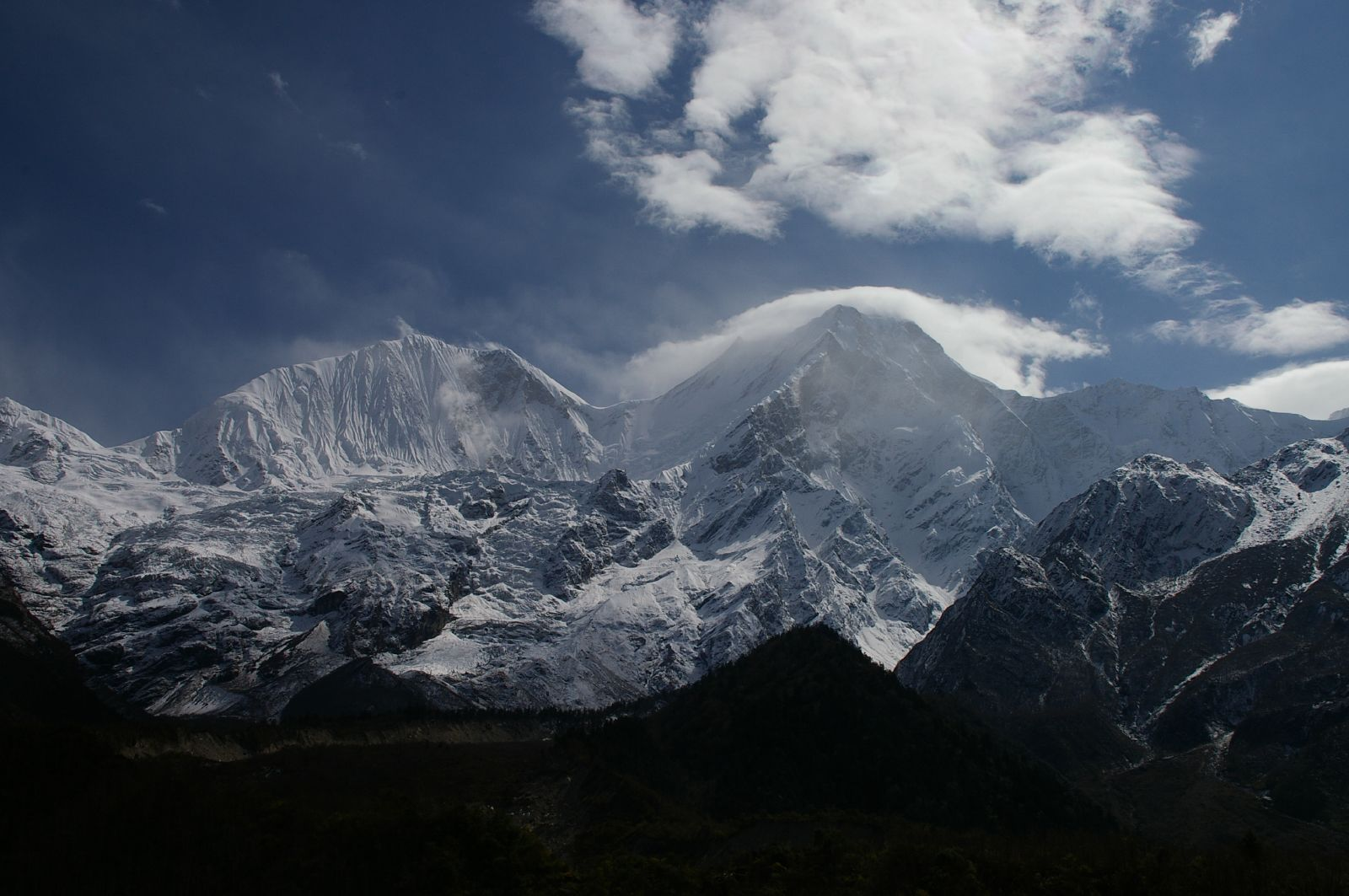
Vue de la cime septentrionale (à gauche) et de la cime principale (à droite, dans les nuages) depuis l'ouest.

Le Manaslu est un pic pyramidal dont les faces sont orientées au nord-ouest, au nord-est, au sud-est et au sud-ouest. L'arête orientale porte une cime secondaire, culminant à 7 992 mètres d'altitude à 500 mètres au nord-est de la cime principale ; à environ 4 000 mètres au nord-nord-est du sommet, sur l'arête septentrionale, s'élève une cime à 6 994 mètres d'altitude. La face Nord-Est abrite le glacier Manaslu qui alimente le lac glaciaire Birandra (Birandra-Tal), la face Sud-Est donne naissance au glacier Pung-gyen et le glacier Thulagi s'épanche sur la face Sud-Ouest pour alimenter le lac Duna (Duna-Tal) ; la face Nord-Ouest, dans la haute vallée de Domen Khola, est couverte dans sa partie supérieure de corniches de glace. La moitié occidentale de la montagne appartient au bassin versant de la Marsyangdi, limitrophe du massif des Annapurnas, et la moitié orientale à celui du Buri Gandaki.

### Géologie
L'Himalaya s'est formé au cours de l'orogenèse alpine. La convergence de la plaque indienne vers la plaque eurasienne a contribué à la fermeture de la Téthys à partir de l'Éocène, il y a environ 50 millions d'années, et s'est soldée par la collision des masses continentales du sous-continent indien avec le reste du continent asiatique.
Le Manaslu est constitué de leucogranite du Miocène formé par un laccolite vieux de 23 à 19 voire 18 Ma. Celui-ci s'étend avec une forme lenticulaire sur une soixantaine de kilomètres au nord-nord-est de la montagne pour une épaisseur d'environ dix kilomètres dans sa partie centrale. C'est l'un des douze plutons identifiés dans le haut Himalaya. Sur son versant septentrional jusqu'au col Naike, ainsi que dans la partie inférieure de son versant occidental, il a conservé une couverture sédimentaire à base de calcaires métamorphisés du Paléozoïque inférieur,.

### Climat
Les précipitations annuelles moyennes dans la région du Manaslu sont de l'ordre de 1 900 millimètres et se produisent pour les trois quarts durant la mousson, de juin à septembre, alors que l'automne et l'hiver sont plus secs. La limite des neiges éternelles se trouve aux alentours de 5 000 mètres d'altitude. Au-delà, les températures restent en permanence inférieures à 0 °C, voire largement négatives au sommet. Au fond des vallées au pied de la montagne, les chutes de neige surviennent de décembre à mai et la température annuelle moyenne est comprise entre 6 et 10 °C. Les zones les plus élevées sont globalement plus ensoleillées que les vallées au sud.

### Faune et flore
Le pied de la montagne se situe dans des vallées à environ 3 500 mètres d'altitude, au cœur de l'étage subalpin. Entre 4 000 et 5 000 mètres se situe l'étage alpin, composé de prairies d'altitude. Au-delà de cette altitude, il s'agit de l'étage nival.
Dans la zone de conservation du Manaslu, 33 espèces de mammifères, 110 espèces d'oiseaux, 11 espèces de papillons et 3 espèces de reptiles ont été recensées. Les mammifères comprennent le Léopard des neiges (Panthera uncia), le Lynx boréal (Lynx lynx), l'Ours noir d'Asie (Ursus thibetanus), le Loup gris (Canis lupus), le Cuon d'Asie (Cuon alpinus), le Macaque d'Assam (Macaca assamensis), le Porte-musc de l'Himalaya (Moschus leucogaster), le Grand bharal (Pseudois nayaur), le Tahr de l'Himalaya (Hemitragus jemlahicus), le Saro d'Indochine (Capricornis milneedwardsii), le Goral de l'Himalaya (Nemorhaedus goral), le Lièvre laineux (Lepus oiostolus), le Pika de Royle (Ochotona roylei), le Pika à lèvres noires (Ochotona curzoniae) et plusieurs représentants de rhinolophes. Peu de ces espèces parviennent à survivre à l'étage alpin. Parmi les oiseaux figurent l'Aigle royal (Aquila chrysaetos), le Vautour fauve (Gyps fulvus), le Vautour de l'Himalaya (Gyps himalayensis), l'Ithagine ensanglanté (Ithaginis cruentus), le Lophophore resplendissant (Lophophorus impejanus), le Faisan leucomèle (Lophura leucomelanos), l'Eulophe koklass (Pucrasia macrolopha), le Tétraogalle de l'Himalaya (Tetraogallus himalayensis), le Tétraogalle du Tibet (Tetraogallus tibetanus) et le Tragopan satyre (Tragopan satyra).

### Population
Le Manaslu se trouve dans une région de haute altitude, peu peuplée, au carrefour traditionnel des territoires des Bhotia (ou Bhotiya) au nord-est, des Tamang au sud-ouest et dans la vallée de Tsum et des Pahari qui occupent un corridor formé par la moyenne vallée de la Buri Gandaki. Les Bhotias sont un groupe tibéto-birman, dont le nom issu de both signifie « du Tibet ». Les tribus présentes à Samagaun, Bihi, Prok et Lho sont plus particulièrement des Nubri. Ils produisent des fruits et des céréales pendant la saison estivale et élèvent quelques animaux, pratiquent une forme de bouddhisme qui leur est propre et ont construit de nombreux monastères et stūpas,,. Les Tamang sont également d'origine tibéto-birmane et leur nom signifie « guerrier à cheval ». Les tribus présentes dans la région sont plus particulièrement des Tsumba (ou Tsum). Ils sont bouddhistes mais avec un fort syncrétisme avec des influences bön et chamaniques,. Les Pahari (Pahadi ou Parbati) sont un groupe indo-aryen pratiquant essentiellement l'hindouisme.

## Histoire

### Reconnaissances
En 1950, le Népal s'ouvre aux étrangers. Bill Tilman en profite pour mener la première expédition européenne vers l'Annapurna avec cinq autres Britanniques. Après avoir marché pendant six jours depuis la vallée de Katmandou et s'être installés à Manang, ils commencent à explorer les montagnes et les vallées autour de l'Annapurna. En mai, à l'occasion d'une reconnaissance dans la haute vallée du Dudh Khola, un affluent de la Marsyangdi, ils aperçoivent le Manaslu depuis le Bumtang,. Trois mois plus tard, après l'échec de l'ascension de l'Annapurna IV, Tillman et James Owen Merion Roberts (en), bientôt désigné comme le « père du trekking dans l'Himalaya », se rendent au col Larkya (Larkya La) et, après quelques observations vers le sud sur le Manaslu et son plateau, en concluent qu'il existe une voie directe vers le sommet depuis le nord-est,.
Dans les années qui suivent, quatre expéditions japonaises évaluent la possibilité de gravir le Manaslu par les faces nord et est. Ainsi, en 1952, après une tentative infructueuse à l'Annapurna IV, une reconnaissance est effectuée dans la région par six alpinistes dirigés par Kinji Imanishi après la saison de la mousson,. Elle leur permet d'observer la face nord-est depuis le glacier Manaslu et d'atteindre 5 275 mètres d'altitude, sur l'arête orientale d'où ils considèrent que la face sud-est est infranchissable. L'année suivante, en avril, une équipe de quinze alpinistes menée par Yukio Mita établit un camp près de Samagaun, à 3 850 mètres d'altitude ; Kiichiro Kato, Jiro Yamada et Shojiro Ishizaka parviennent à 7 750 mètres d'altitude sur le versant nord-est mais échouent à gravir le sommet,,. En 1954, une nouvelle expédition, financée par le quotidien Mainichi Shinbun, comportant quatorze membres et menée par Yaichi Hotta, effectue une approche par la vallée de la Buri Gandaki mais fait face à l'hostilité d'un groupe de villageois au camp de Samagaun. Ces derniers ont la conviction que l'expédition précédente a attiré la colère des dieux, causant une avalanche qui a détruit le monastère de Pung-gyen et tué dix-huit personnes. L'expédition de Hotta doit se retirer précipitamment vers le Ganesh Himal,,. Afin d'apaiser le ressentiment local, un don conséquent est offert dans le but de reconstruire le monastère. Pourtant, il ne suffit pas à faire disparaître la méfiance envers les Japonais, si bien qu'Eizaburo Nishibori et Iwao Naruse doivent se rendre auprès du gouvernement à Katmandou au printemps 1955 pour négocier une permission de gravir le Manaslu à l'automne et au printemps suivant. Trois alpinistes menés par Katsuro Ohara sont autorisés à traverser Samagaun et à explorer les environs du col Naike,. Toutefois, l'expédition victorieuse devra encore gérer cette situation et aucune autre expédition ne sera envoyée pendant quinze ans.

### Tentatives notables et premières ascensions
C'est ainsi que Yūkō Maki mène au printemps 1956 une nouvelle expédition comprenant douze alpinistes,. Le camp de base est dressé vers 4 800 mètres d'altitude sur le versant nord-est. À partir du col Nord, l'expédition, forte de l'expérience de Kiichiro Kato, emprunte un itinéraire légèrement différent de l'expédition de 1953. Le camp 6 est établi à 7 800 mètres d'altitude,. Le 9 mai, la première ascension est réussie par Toshio Imanishi et le sardar Gyalzen (ou Galalzen) Norbu,,. Deux jours plus tard, Kiichiro Kato et Minoru Higeta parviennent à leur tour au sommet,,. Les quatre alpinistes utilisent des bouteilles d'oxygène. Il s'agit du premier 8 000 pour des Japonais.
La même année, David Snellgrove, spécialiste de la culture et du bouddhisme tibétains effectue un séjour de sept mois dans les montagnes himalayennes, au Népal, en compagnie de trois Népalais. Il franchit le col Larkya depuis le Bumtang et descend la vallée du Buri Gandaki. Il pose ainsi les bases du circuit de grande randonnée du Manaslu.
Au printemps 1971, une expédition sud-coréenne composée de huit alpinistes menés par Ho-Sup Kim se lance dans une tentative d'ascension du sommet par la face nord-est. Toutefois, le 4 mai, son frère Ki-Sup Kim fait une chute mortelle de trente mètres dans une crevasse à 7 600 mètres d'altitude. L'expédition est immédiatement abandonnée,,. En revanche, une expédition de onze alpinistes japonais menée par Akira Takahashi gravit la branche nord de l'arête occidentale et, le 17 mai, permet à Kazuharu Kohara et Motoki (ou Motoyoshi) Tanaka de réussir la deuxième ascension du sommet avec oxygène artificiel,,.

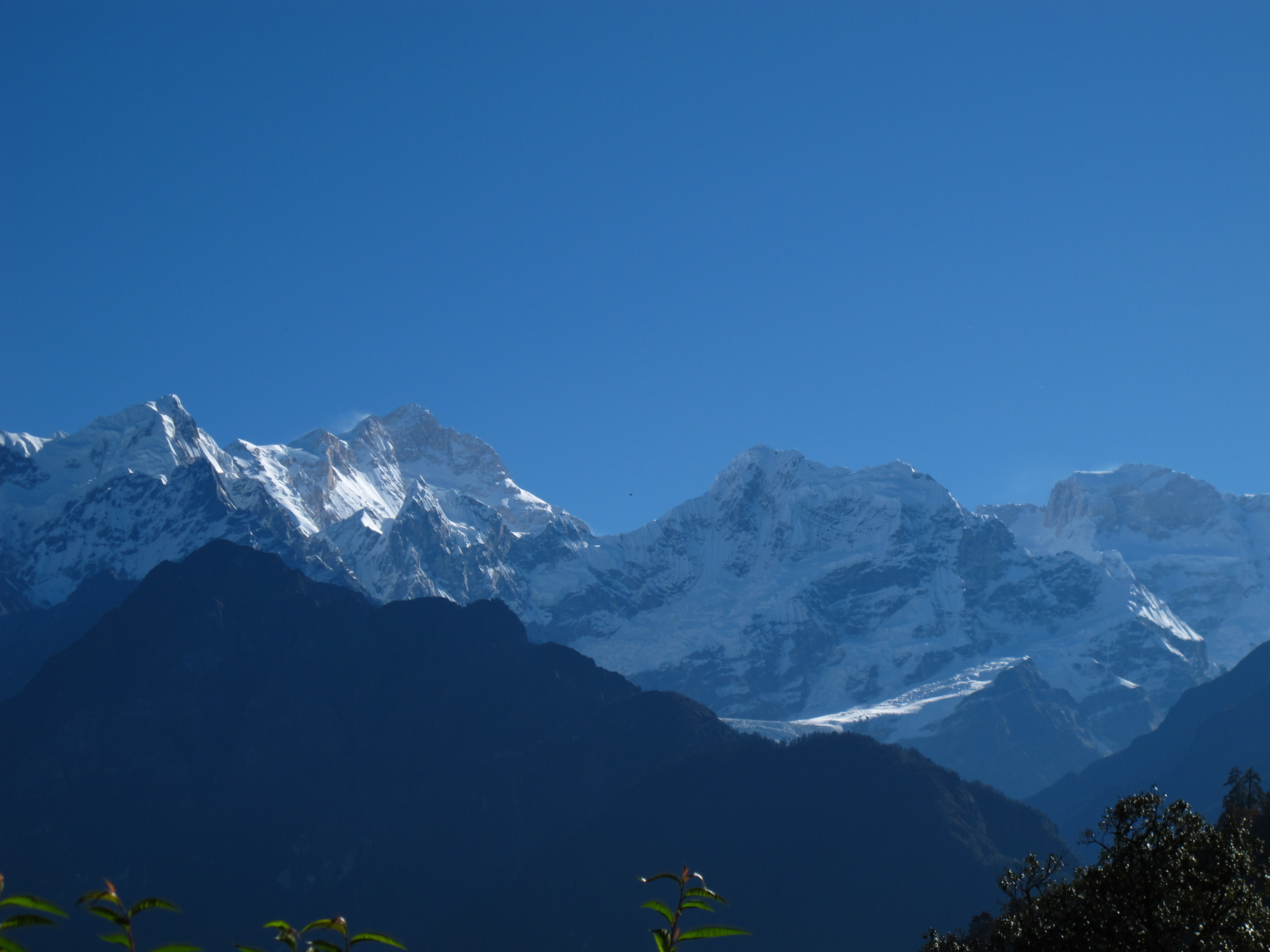
Vue de la face sud-ouest du Manaslu (deuxième sommet à gauche).

En 1972, une nouvelle expédition sud-coréenne, comportant douze membres, se lance sur la voie normale de la face nord-est. Le 10 avril, leur camp 3, installé à 6 500 mètres d'altitude, est emporté par une avalanche, tuant au passage cinq alpinistes, dont leur chef Jung-Sup Kim et le Japonais Kazunari Yasuhisa, ainsi que dix sherpas,,. Parallèlement, une expédition autrichienne de neuf alpinistes menée par Wolfgang Nairz (de) s'attaque à la face sud-ouest depuis le glacier Thulagi. Le 25 avril, l'Italien Reinhold Messner parvient seul au sommet sans apport artificiel d'oxygène. Lors de la descente, il est pris dans une tempête et doit lutter pour retourner jusqu'au camp supérieur. Franz Jäger et Andi Schlick se perdent en revanche sur le versant nord-est et périssent,,.
Le 22 avril 1973, Gerhard Schmatz, chef d'une expédition de huit alpinistes, Sigi Hupfauer et Urkien Sherpa atteignent le sommet par la face nord-est, après avoir établi cinq camps, et permettent à la première cordée d'Allemagne de l'Ouest de gravir le Manaslu,. À l'automne, Jaume Garcia Orts mène une expédition espagnole de douze alpinistes qui doivent abandonner à 6 100 mètres d'altitude après que leurs camps 1 et 2 ont été emportés sur la face nord-est entre le 10 et le 13 octobre,. Un an et demi plus tard, il dirige avec succès une nouvelle tentative, dans des conditions identiques, en permettant à Gerald Garcia, Jeronimo Lopez et Sonam Sherpa de parvenir au sommet,.
En 1974, une expédition de treize femmes alpinistes menée par la générale Kyoko Sato tente pour la première fois de vaincre l'arête orientale. Après avoir atteint l'altitude de 7 000 mètres, elles doivent se résoudre à gravir la montagne par la voie normale. Ainsi, le 4 mai, Naoko Nakaseko, Masako Uchida et Mieko Mori, en compagnie de Jambu Sherpa, réussissent la première ascension féminine d'un 8 000. Toutefois, le lendemain, Sadako Suzuki, membre de la seconde cordée, chute entre les camps 4 et 5 ; son corps n'est jamais retrouvé,,.
Le 12 octobre 1976, J. M. Assadi est le premier Iranien au sommet, en compagnie de Jun Kageyama et Pasang Sherpa, au cours d'une expédition binationale menée par Mohammed Khakbiz et le Japonais Kohei Watanabe sur le versant nord-est. Le 26 octobre 1977, Pierre Béghin et Thierry Leroy doivent abandonner à cause de graves gelures à 7 560 mètres d'altitude lors de leur tentative d'ascension de l'arête orientale en style semi-alpin, le chef d'expédition Jean Fréhel étant tombé malade et Jean-François Porret ayant dû abandonner,,,.
Le 28 avril 1980, sept membres d'une expédition universitaire sud-coréenne menée par In-Jung Lee permettent finalement à Dong-Hwan Son d'atteindre le sommet par la voie normale, en compagnie des sherpas Ang Pasang et Ang Zawa, après deux échecs. Il s'agit de la huitième ascension du sommet et de la première pour le pays,. Une expédition polonaise menée par Janusz Ferenski tente la première ascension de l'arête méridionale depuis le glacier Pung-gyen mais doit faire face à de nombreuses avalanches et décide d'abandonner le 17 mai à 6 550 mètres d'altitude.
En 1981, une importante expédition commerciale germano-suisse est organisée par Hauser Ekskursionen International et Sport-Eiselin. Elle consiste en deux groupes distincts, un composé de treize alpinistes menés par Hans von Kaenel et l'autre de quinze alpinistes dirigé par Bernd Schreckenbach. Ils établissent cinq camps jusqu'à 7 450 mètres d'altitude. Hans von Kaenel, Juergen Mecke et Wangchu Sherpa parviennent au sommet le 7 mai, puis Anderl Loferer, Karl Horn, Fredy Graf, Hans Zebrowski et Hansjoerg Mueller le 9 mai, et enfin Walter Heimbach, Ruediger Schleipen, Peter Woergoetter, Sepp Millinger, Peter Weber, Stefan Woerner et Pasang Sherpa le 19 mai. Les Autrichiens Woergoetter et Millinger réalisent la première descente à ski en partant de trente mètres sous le sommet, alors que Loferer devient à 62 ans le plus vieil alpiniste au sommet d'un 8 000,,,. À l'automne, Pierre Béghin tente une nouvelle fois l'ascension du Manaslu, en compagnie de Bernard Müller, Gérard Bretin et Dominique Chaix. Les quatre Français ouvrent une nouvelle voie en amont de la vallée de Domen Khola, dans la paroi ouest à l'extrémité de l'arête occidentale, en style semi-alpin et en établissant uniquement deux camps. Le 7 octobre, après avoir bivouaqué à 7 400 mètres d'altitude, Béghin et Müller parviennent au sommet ; le lendemain, Bretin échoue à atteindre la cime,,,.
De nouvelles tentatives d'ascension de l'arête orientale ont lieu à l'automne 1982 par une cordée chamoniarde menée par Jean-Paul Balmat puis l'année suivante par une expédition autrichienne dirigée par Wilfried Studer mais aucune ne parvient à dépasser l'altitude établie par Béghin et Leroy. Au printemps 1985, Studer dirige de nouveau une expédition et réussit partiellement l'ascension de l'arête en compagnie de sept autres alpinistes mais contourne la cime orientale du Manaslu par le nord pour parvenir au sommet principal avec Ang Kami Sherpa le 23 avril. Le 4 mai, Christian Gabl, Anton Schranz et Thomas Juen tentent la voie la plus directe le long de l'arête mais échouent à 7 300 mètres d'altitude ; ce dernier est emporté dans la descente par une avalanche,. En 1986, une expédition polo-mexicaine menée par Jerzy Kukuczka ouvre une voie inédite dans la face nord-est. Ils tentent de vaincre la voie des Autrichiens dans l'arête orientale mais sont stoppés fin octobre à 7 750 mètres d'altitude. Ils empruntent alors un itinéraire direct vers la cime orientale. Jerzy Kukuczka, Artur Hajzer et Carlos Carsolio établissent leur camp de base le 5 novembre. Le 10, ce dernier souffrant de gelures reste au bivouac à 7 600 mètres d'altitude, tandis que Kukuczka et Hajzer gravissent le sommet. Les trois alpinistes redescendent par le versant nord-est et réalisent ainsi la première traversée de la montagne par l'arête orientale,,.
L'arête méridionale est de nouveau tentée, mais cette fois depuis le glacier Thulagi, au printemps 1983 par une expédition yougoslave menée par Vinko Mroevec puis à l'automne par une expédition ouest-allemande dirigée par Guenter Haerter. Ces derniers parviennent à 7 500 mètres d'altitude mais doivent abandonner en raison de leur sous-équipement. Ils se rabattent sur la voie autrichienne, dans le versant sud-ouest, qu'ils gravissent en style alpin ; Guenter Haerter, Herbert Streibel, Hubert Wehrs, Hermann Tauber, Sherpas Ang Dorje et Nima Rita atteignent le sommet le 22 octobre,. Finalement, l'arête méridionale est vaincue depuis le glacier Pung-gyen par une expédition polonaise menée par Janusz Kulis à l'automne 1984. Après avoir passé deux semaines à fixer des cordes pour atteindre le col au sud du sommet, Krzysztof Wielicki et Aleksander Lwow parviennent à la cime le 20 octobre,.
La première tentative d'ascension hivernale est réalisée en décembre 1982 par dix alpinistes de l'association himalayenne du Japon menés par Noboru Yamada dans le versant nord-est. Le 18 décembre, Fuji Tsunoda, Hiroshi Aota et Takashi Sakuma tentent de parvenir au sommet mais doivent abandonner en raison de forts vents ; ce dernier chute mortellement. Une nouvelle tentative hivernale a lieu lors de l'hiver suivant dans le versant nord-est par une petite expédition canadienne ; le chef Alan Burgess et son frère Adrian doivent faire demi-tour le 10 décembre 1983 à 7 100 mètres d'altitude en raison de forts vents et finissent par abandonner. Parallèlement, ce succès revient à une expédition polonaise de onze alpinistes dirigés par Lech Korniszewski par le versant sud-ouest. Maciej Berbeka et Ryszard Gajewski, d'abord retardés par l'accident fatal de Stanislaw Jaworski, établissent un dernier camp à 7 700 mètres d'altitude et atteignent le sommet le 12 janvier 1984 après cinq heures de marche pour franchir les 450 derniers mètres. Il s'agit de la deuxième ascension hivernale d'un 8 000 à mettre au compte de Polonais après celle de l'Everest en 1980,. Le versant nord-est est finalement vaincu en hivernal et en style alpin par Noboru Yamada et Yasuhira Saito le 14 décembre 1985.
Le 22 mai 2001, la première ascension par l'arête orientale depuis le versant du glacier Pung-gyen est réussie par une expédition ukrainienne menée par Valentin Simonenko. Parmi les douze membres, Sergey Kovalev, Vadim Leontiev et Vladislav Terzyul parviennent au sommet,. Le 8 mai 2006, Denis Urubko et Sergueï Samoilov ouvrent une nouvelle voie dans la partie centrale du versant nord-est.

### Internationalisation
À l'automne 1983, le Sud-Coréen Young-Ho Huh s'attaque seul à la voie normale, uniquement assisté de deux sherpas pour établir ses trois camps et fixer des cordes. Il atteint 7 700 mètres d'altitude le 8 octobre mais doit rebrousser chemin, quitte une nouvelle fois le camp de base le 19 et finit par atteindre le sommet le 22, où il rencontre les membres de l'expédition Haerter.
En 1991, une expédition ukrainienne de neuf alpinistes menée par Vladimir Shumichin tente à son tour d'escalader la face sud-est, après des échecs préalables en 1986 (Yougoslavie), en 1987 (Pologne-Tchécoslovaquie-Allemagne de l'Ouest) et en 1990 (Kazakhstan). Ils établissent trois camps mais doivent abandonner leur objectif à 7 200 mètres d'altitude. Le 24 avril, ils décident de gravir l'arête méridionale par la voie des Polonais. Alekseï Makarov, Igor Svergun et Viktor Pastuch adoptent le style alpin le 1er mai et parviennent ainsi au sommet le 6. Ils redescendent par le versant nord-est et réalisent ainsi la première traversée par l'arête méridionale.
En 1993, la première expédition russe parvient au sommet par la voie normale. Elle est menée par Valery Karpenko et comprend neuf alpinistes. Vladimir Lopatnikov parvient au sommet le 19 octobre, suivi deux jours plus tard par Ekaterina Ivanova et Igor Khmiliar. Ce dernier chute mortellement à la descente, tandis que Sergueï Yadrishnikov est tué par une avalanche au camp 2 à 6 200 mètres d'altitude le 23 octobre. Le 8 décembre 1995, les Kazakhs Yuri Moiseev, Alexander Baimakhanov, Shafkhat Gataoulin, Dimitri Sobolev, Oleg Malikov, Vladimir Souviga et Dimitri Mouraev parviennent au sommet. Menée par Kazbek Valiev, cette expédition de douze alpinistes est la seconde pour le pays et réalise la troisième ascension hivernale de la montagne. En 1996, une expédition entièrement tibétaine de neuf membres, menée par Samdruk, gravit le versant nord-est. Tshering Dorje, Ren Na, Akebu et Pemba Tashi atteignent le sommet le 3 mai, Wangyal, Gyalbu, Dachung et Lodue (Lho Tse) le lendemain.
Carlos Carsolio, accompagné de son frère Alfredo, effectue une nouvelle tentative au Manaslu. Il parvient au sommet le 12 mai 1996 et devient ainsi le quatrième et plus jeune alpiniste à vaincre les quatorze sommets de plus de 8 000 mètres d'altitude,. Le 24 mai, Chantal Mauduit gravit la cime du Manaslu après avoir atteint le Pumori (7 161 m) le 28 avril et le Lhotse (8 516 m) le 10 mai. Elle atteint cette saison-là les quatrième et cinquième de ses six 8 000 avant son accident mortel en 1998.
Les États-Unis parviennent au sommet par le biais de Charlie Mace en 1997 après des expéditions infructueuses en 1978 avec Glenn Porzak comme chef d'expédition, en 1988 par Andrew Evans en duo avec le Polonais Andrzej Machnik, à deux reprises en 1989 avec Keith Brown puis Adrian Burgess, en 1990 avec Donald Goodman et en 1991 Austin Weiss comme chefs d'expédition respectifs.
Le 4 octobre 2011, Arjun Vajpai devient le premier Indien depuis la première en 1956 et le plus jeune alpiniste au sommet du Manaslu, à l'âge de 18 ans.
Le 23 septembre 2012, vers 4 h 30 du matin, se produit la seconde avalanche la plus meurtrière sur le sommet, en faisant neuf morts et deux disparus — six Français, un Népalais, un Italien, un Allemand, un Espagnol et un Canadien — parmi la vingtaine d'alpinistes dormant au camp 3 installé à 6 800 m d'altitude,. Malgré des recherches entreprises sur le champ et les premiers hélicoptères arrivés au petit matin, le bilan est lourd. Les victimes françaises sont Ludovic Challéat, Fabrice Priez, Catherine Ricard, Philippe Bos, Rémy Lécluse et Grégory Costa, montagnards expérimentés.
Le 19 septembre 2024, l'Américain Tyler Andrews s'élance du camp de base pour une ascension en courant, sans oxygène et avec un équipement minimaliste. Il atteint le sommet en 9 h 52, établissant un nouveau record d'ascension. Il rejoint le camp après 14 h 55 d'effort, établissant également un nouveau record d'aller-retour.

## Activités

### Alpinisme

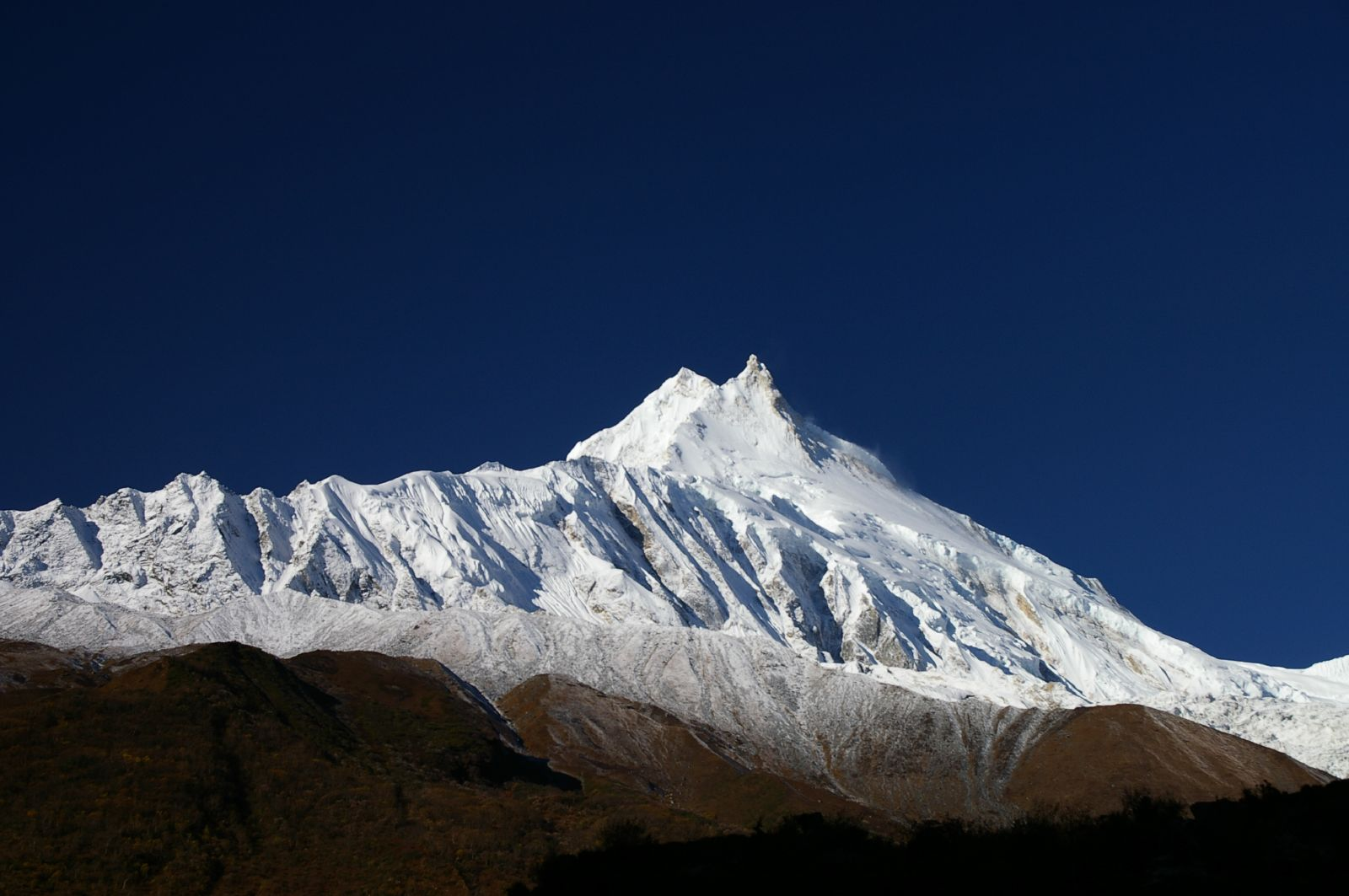
Vue du Manaslu depuis le camp de base de la voie normale.

Neuf voies ont été ouvertes dans le Manaslu,. Fin mai 2008, sur les 297 ascensions réalisées avec succès, 255 l'ont été par la voie normale de la face nord-est ouverte en 1956 et passant par le col Naike. À cette date, la voie Messner sur le versant sud-ouest a été gravie 21 fois depuis 1972. La voie des Polonais par l'arête méridionale depuis le glacier Pung-gyen a été répétée seulement une fois, en 1991, par les trois alpinistes de l'expédition ukrainienne,. De même, la voie des Autrichiens remontant partiellement l'arête orientale a été répétée uniquement en 1988 par trois alpinistes suisses,. Les cinq autres voies, par la branche nord de l'arête occidentale (1971), par la paroi ouest de cette même arête (1981), par la traversée de la cime orientale (1986), par l'arête orientale depuis le glacier Pung-gyen (2001) et par la partie centrale du versant nord-est (2006) n'ont jamais été répétées en date de mai 2008. Le Népal est alors en tête avec 61 personnes au sommet, essentiellement des sherpas, devant le Japon avec 43 alpinistes, l'Allemagne 33, la Suisse 21 et l'Italie 20. Toujours en mai 2008, treize femmes sont parvenues au sommet : sept Japonaises, une Suissesse, une Autrichienne, une Française, une Australienne, une Tchèque et une Russe. En septembre 2012, 65 décès sont à déplorer, chiffre qui ne tient pas compte des neuf morts survenus dans l'avalanche ce même mois. En 2009, il était considéré comme le quatrième sommets de plus de 8 000 mètres d'altitude le plus dangereux relativement au nombre de morts par rapport au nombre d'ascensions réussies.

### Randonnée

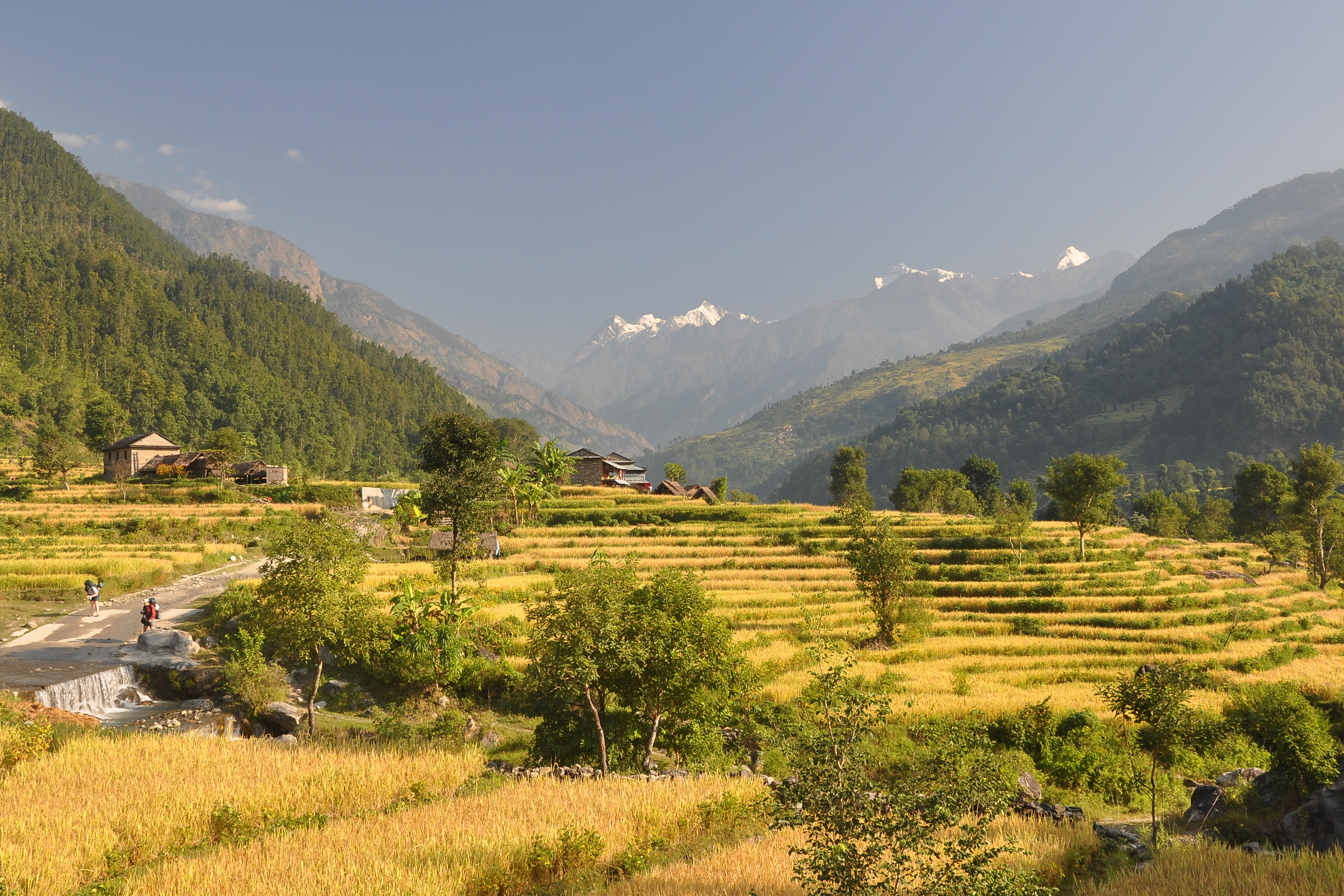
Vue au cours du circuit de trekking du Manaslu.

Créé en 1992, le circuit de trekking du Manaslu propose 177 kilomètres de randonnée pédestre autour de la montagne, pour une durée de deux à trois semaines, le long d'une ancienne voie de commerce du sel. Il démarre au marché d'Arughat, remonte la vallée de la Buri Gandaki vers le nord puis le nord-ouest, franchit le col Larkya à 5 108 m d'altitude, rejoint le trek du Tour des Annapurnas à Dharapani et redescend la vallée de la Marsyangdi jusqu'à Besisahar. Dix sommets de plus de 6 500 mètres d'altitude sont visibles depuis le circuit. L'obtention d'un visa est requise avant d'effectuer ce trek réalisable en tente ou en lodge.

### Protection environnementale
La moitié orientale de la montagne située dans le district de Gorkha appartient à la zone de conservation du Manaslu, créée le 28 décembre 1998 et qui couvre une superficie de 1 663 km2. Celle-ci est gérée par le National Trust for Nature Conservation qui a pour objectif de préserver et d'assurer une gestion durable des ressources naturelles et du riche héritage culturel, ainsi que de promouvoir l'écotourisme afin d'améliorer les conditions de vie des autochtones. Ce classement fait suite au lancement du projet de développement de l'écotourisme au Manaslu par ce même trust en janvier 1997.

## Dans la culture

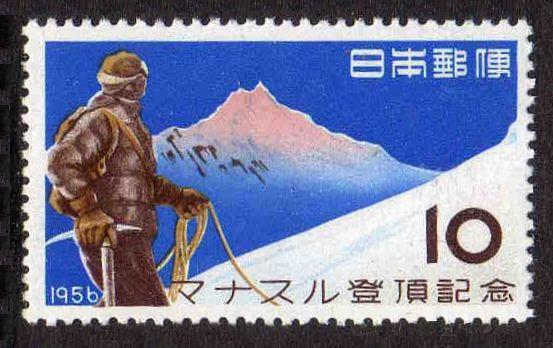
Timbre japonais de 1956 représentant pour la première fois le Manaslu.

Le Manaslu est représenté sur un timbre pour la première fois au Japon en 1956, pour célébrer la première ascension du sommet par une expédition nationale ; d'une valeur faciale de 10 yens, il montre un alpiniste et la face nord de la montagne. En 1960, le Népal émet une série de trois timbres représentant des montagnes himalayennes sur son territoire avec en médaillon le portrait du roi Mahendra Bir Bikram Shah : le Machapuchare (lila, 5 paise), l'Everest (bleu, 10 paise) et le Manaslu (violet, 40 paise). En 1973, un timbre du Népal d'une valeur de 3,25 roupies fait figurer un yak avec en arrière-plan l'Himalchuli et, à droite entre les cornes de l'animal, le Manaslu, sans toutefois que ces montagnes soient nommément identifiées. En 1997, un nouveau timbre du pays, d'une valeur de 18 roupies, représente le mont Fuji, l'Everest et le Manaslu afin de célébrer les quarante ans de l'établissement de relations diplomatiques entre le Japon et le Népal. En 1999, un timbre de 10 roupies fait cette fois figurer un argali tibétain (Ovis ammon hodgsoni) devant le Manaslu, mais là encore ce dernier n'est pas identifié. En 2004, la montagne est représentée seule sous un angle de vue similaire, légèrement élargi, avec une valeur faciale identique, au sein de la série des huit sommets de plus de 8 000 mètres d'altitude du Népal. En 2006, un nouveau timbre est émis dans le pays, avec une valeur faciale de 25 roupies, pour célébrer le jubilé d'or de la première ascension ; le Manaslu y est vu depuis le nord-est. Enfin, en 2014, le Mozambique fait paraître deux blocs-feuillets « Montagnes et oiseaux », dont un avec la valeur faciale de 46 méticais comporte un timbre avec les inscriptions « Monte Everest - Himalaia » et « Parus major » ; en réalité les montagnes sont l'Himalchuli et le Manaslu, tandis que l'oiseau, en lieu et place de la Mésange charbonnière, pourrait être une Mésange montagnarde (Parus monticolus).
En 2014, les Palaos poursuivent leur série de pièces de 5 $ en argent « Montagnes et flore » avec notamment le Manaslu, représenté avec l'espèce Aster flaccidus,.